# Albin Dötsch
Albin Dötsch (27. října 1872 Schönbach u Aše – 17. března 1922 Cheb) byl rakouský a český sociálně demokratický politik německé národnosti, na počátku 20. století poslanec Říšské rady.

## Život
Albin Dötsch byl profesí soukromým úředníkem.
Na počátku 20. století se zapojil do celostátní politiky. Ve volbách do Říšské rady roku 1907, konaných poprvé podle všeobecného a rovného volebního práva, získal mandát v Říšské radě (celostátní zákonodárný sbor) za volební obvod Čechy 118. Usedl do poslanecké frakce Klub německých sociálních demokratů. Za týž obvod obhájil mandát i ve volbách do Říšské rady roku 1911 a ve vídeňském parlamentu setrval až do zániku monarchie.
Po válce zasedal v letech 1918–1919 jako poslanec Provizorního národního shromáždění Německého Rakouska (Provisorische Nationalversammlung).
Zemřel v březnu 1922.